# Eocuma hilgendorfi
Eocuma hilgendorfi is een zeekommasoort uit de familie van de Bodotriidae. De wetenschappelijke naam van de soort is voor het eerst geldig gepubliceerd in 1894 door Marcusen.